# Poblenou (wijk)
Poblenou (Catalaans voor "nieuw dorp") of El Poblenou is een wijk in Barcelona, de hoofdstad van de Spaanse autonome gemeenschap Catalonië. In 2020 had Poblenou een bevolking van 34.373. De wijk heeft een mengeling van nieuwbouw en industrieel erfgoed, en heeft zich ontwikkeld tot het technologische centrum van Barcelona.
Poblenou ligt aan het strand van de Middellandse Zee, in het district Sant Martí, ten noordoosten van het centrum van Barcelona. Het wordt begrensd door Avinguda Diagonal, Horta-Guinardó en Sant Andreu aan noordkant, Parc de la Ciutadella aan westkant en Sant Adrià de Besòs aan oostkant. De hoofdstraat van de wijk is de Rambla de Poblenou in het oude dorpscentrum, een straat met veel winkels en terrassen die van Avinguda Diagonal in zuidelijke richting naar de Middellandse Zee loopt.
In februari wordt jaarlijks het lichtkunstfestival Llum BCN in Poblenou gehouden. In Parc del Fòrum, het voormalige festivalterrein van het Universele Culturenforum in 2004, vind jaarlijks in de lente het muziekfestival Primavera Sound plaats. Tijdens het traditionele Festa Major del Poblenou in september worden de stadsreuzen Gegants del Poblenou rondgedragen.
De Universiteit Pompeu Fabra heeft een campus in Poblenou.

## Prominente bouwwerken

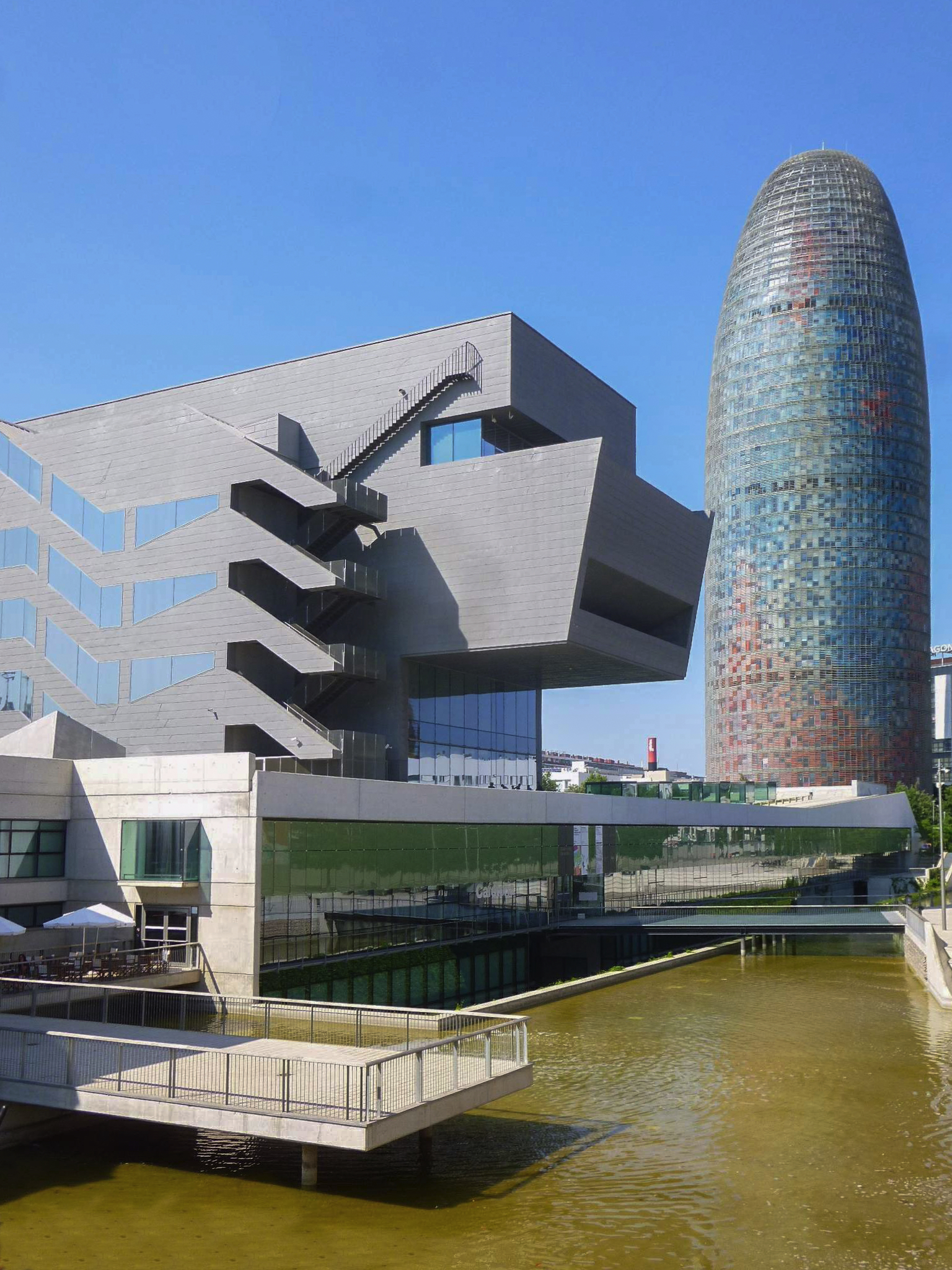
Torre Glòries en het Designmuseum van Barcelona (Disseny Hub)

- Torre Glòries, een wolkenkrabber van 38 etages aan Avinguda Diagonal, ontworpen door Jean Nouvel.
- Habitat Sky, een hotel van 31 etages ontworpen door Dominique Perrault.
- Forumgebouw (Edifici Fòrum), het voormalige hoofdgebouw van het Universele Culturenforum. In het gebouw, ontworpen door Herzog & de Meuron, is het Natuurwetenschappelijk museum van Barcelona (Museu de Ciències Naturals de Barcelona) gevestigd.
- Designmuseum van Barcelona (Museu del Disseny de Barcelona, Disseny Hub), een museum aan Plaça de les Glòries Catalanes.
- Museu Can Framis, een museum met werk van Catalaanse kunstenaars, gevestigd in het voormalige Can Framis-fabriekencomplex
- Gemeentelijk sportcentrum Mar Bella, voorheen Pavelló de la Mar Bella, een sportstadium met ruimte voor 4000 toeschouwers, waar tijdens de Olympische Zomerspelen 1992 de wedstrijden badminton gehouden werden.
- Diagonal Mar, het grootste winkelcentrum van Spanje[2], en het ernaast gelegen Parc de Diagonal Mar ontworpen door Enric Miralles en Benedetta Tagliabue.
- Begraafplaats van Poblenou (Cementiri de Poblenou), een 19e-eeuwse begraafplaats waar een aantal Catalaanse prominenten begraven zijn, zoals schrijver Lola Anglada, beeldhouwer Josep Llimona i Bruguera en gitarist Miguel Llobet.
- Watertoren van Besòs (Torre de les Aigües del Besòs), een voormalige watertoren uit 1882 ontworpen door Pere Falqués i Urpí.

## Stranden
- Platja de la Nova Icària
- Platja del Bogatell
- Platja de la Mar Bella
- Platja de la Nova Mar Bella

## Openbaar vervoer
In de wijk zijn een aantal metrostations:
- Lijn 1: Marina, Glòries
- Lijn 4: Selva de Mar, Poblenou, Llacuna, Bogatell

Ook is er een aantal haltes van de tramlijn Trambesòs: Glòries, Ca l'Aranyó, Pere IV en Fluvià.

## Geschiedenis
Op de plek van de moderne wijk was oorspronkelijk een moerassig gebied ten zuiden van de rivier de Besòs. Het dorp Poblenou werd opgeslokt door de stad tijdens de stadsuitbreiding Eixample met een rasterpatroon van straten, dat in de 19e en 20e eeuw aangelegd werd.
Tijdens de industriële revolutie in de 19e eeuw ontwikkelde Poblenou zich tot het centrum van de Catalaanse industrie, en werd de wijk "het Catalaanse Manchester" genoemd. De industrie raakte in de 20e eeuw in verval. Met de komst van de Olympische Zomerspelen 1992 werd begonnen de wijk nieuw leven in te blazen met de bouw van het olympische dorp La Vila Olímpica del Poblenou en de jachthaven Port Olímpic. Ook de stranden Platja de la Mar Bella en Platja de la Nova Mar Bella werden aangelegd als deel van de stadsvernieuwing rond de Olympische Spelen.

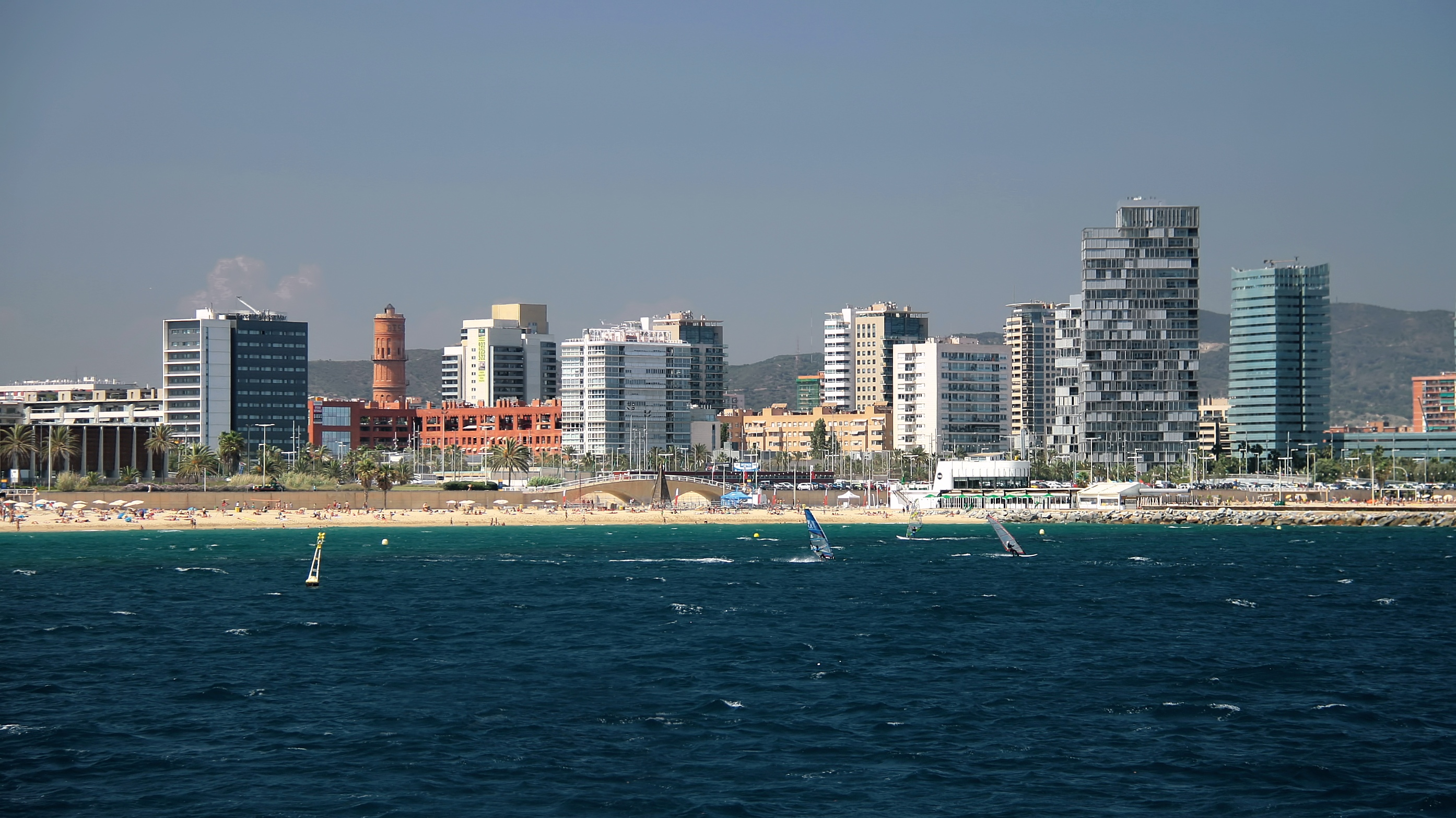
Een deel van de moderne kustlijn

In het jaar 2000 werd begonnen met 22@, een grootscheeps stadsvernieuwingsprogramma, om de wijk te transformeren in een centrum van technologie en innovatie. In 2011 meldde het project dat zo'n 4500 nieuwe bedrijven zich sinds het begin van het project in Poblenou hadden gevestigd, waaronder 47.3% start-ups. Enkele oude fabrieken, zoals de verffabriek van Emilio Heydrich, zijn bewaard gebleven en hebben monumentstatus.

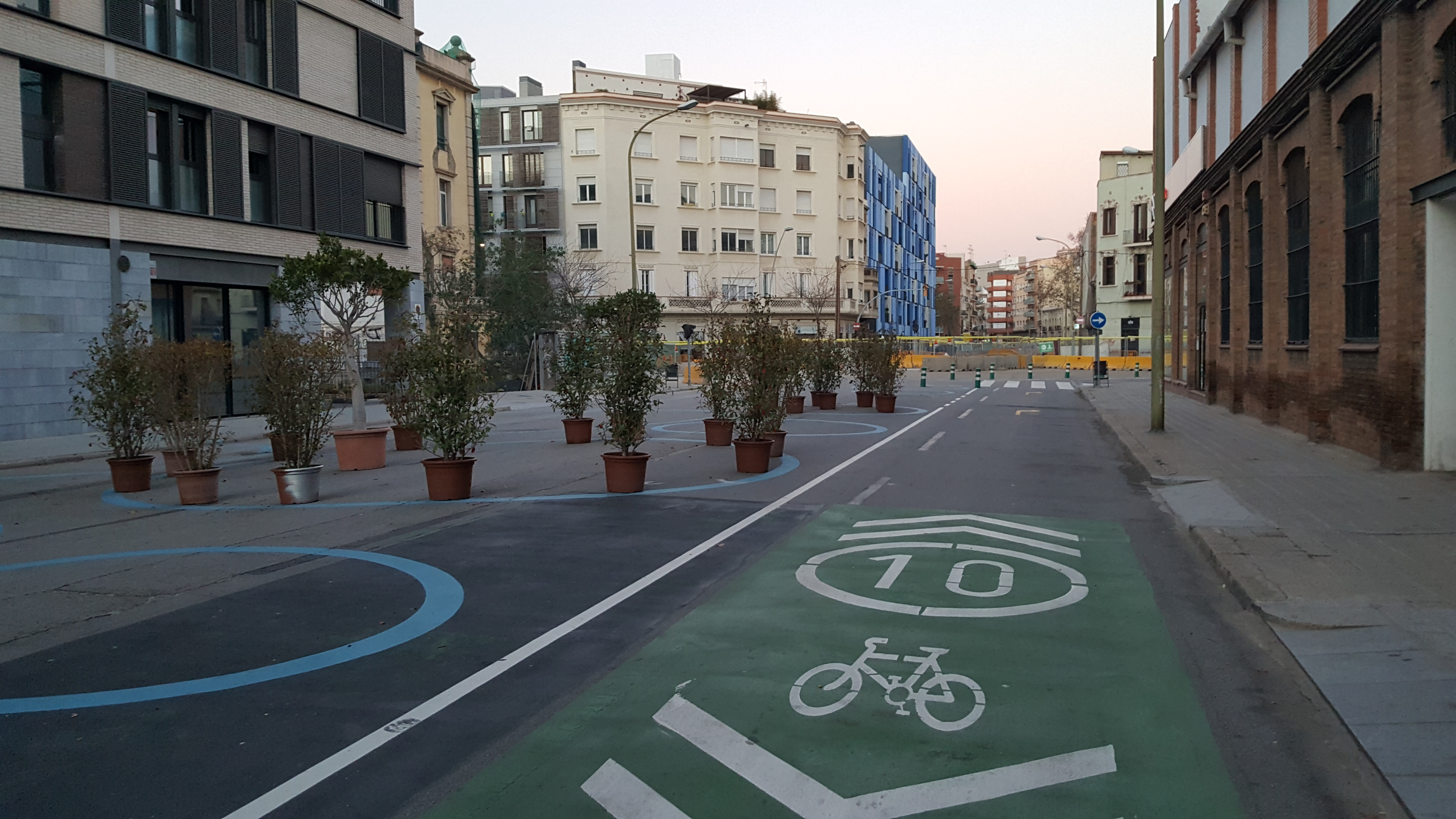
Superilla ("superhuizenblok") Poblenou

In 2016 werd een zogenaamd superilla ("superhuizenblok") gerealiseerd in Poblenou, waarbij de straten tussen 9 huizenblokken autovrij of -luw gemaakt werden en veranderd in voetgangersgebied. Op de straten werden zitplekken, speelplaatsen, fietspaden en ander straatmeubilair geplaatst. Het was een van de eerste van een groot aantal dergelijke "superhuizenblokken" die naar planning in de stad worden gerealiseerd.

## Wetenswaardigheden
- De televisieserie Poblenou (1993-1994) was gesitueerd in de wijk en was de eerste Catalaanstalige soapserie van TV3.

## Afbeeldingen

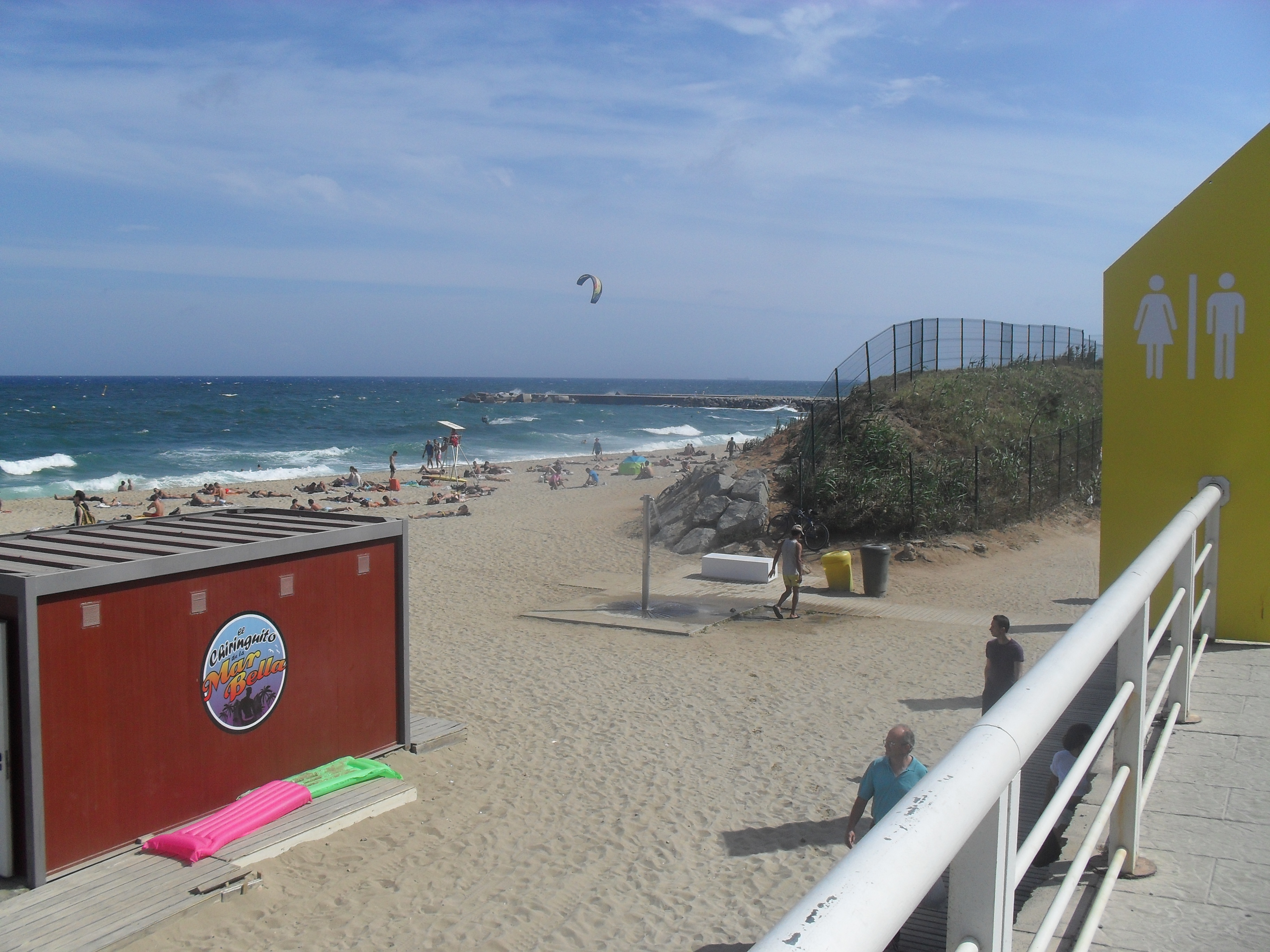
Het strand Platja de la Mar Bella
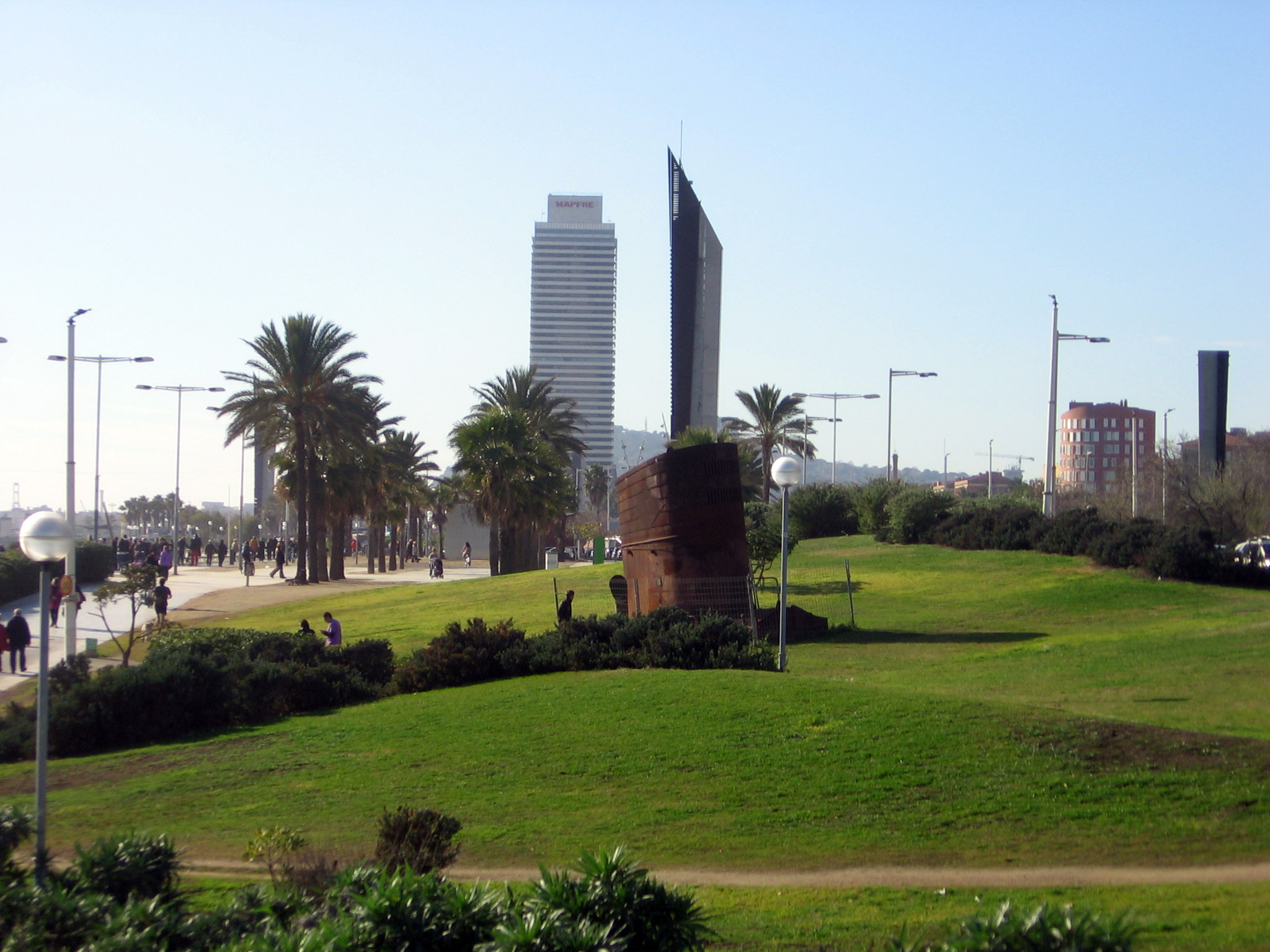
Parc del Poblenou, een park tussen de stranden en de wijk
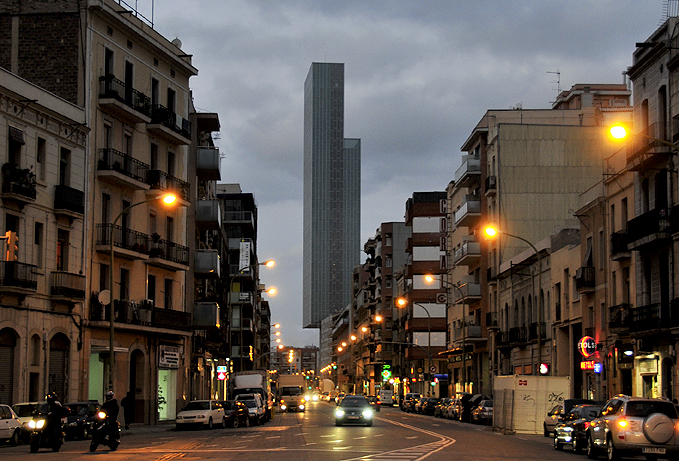
Carrer del Pere IV met het hotel Habitat Sky op de achtergrond
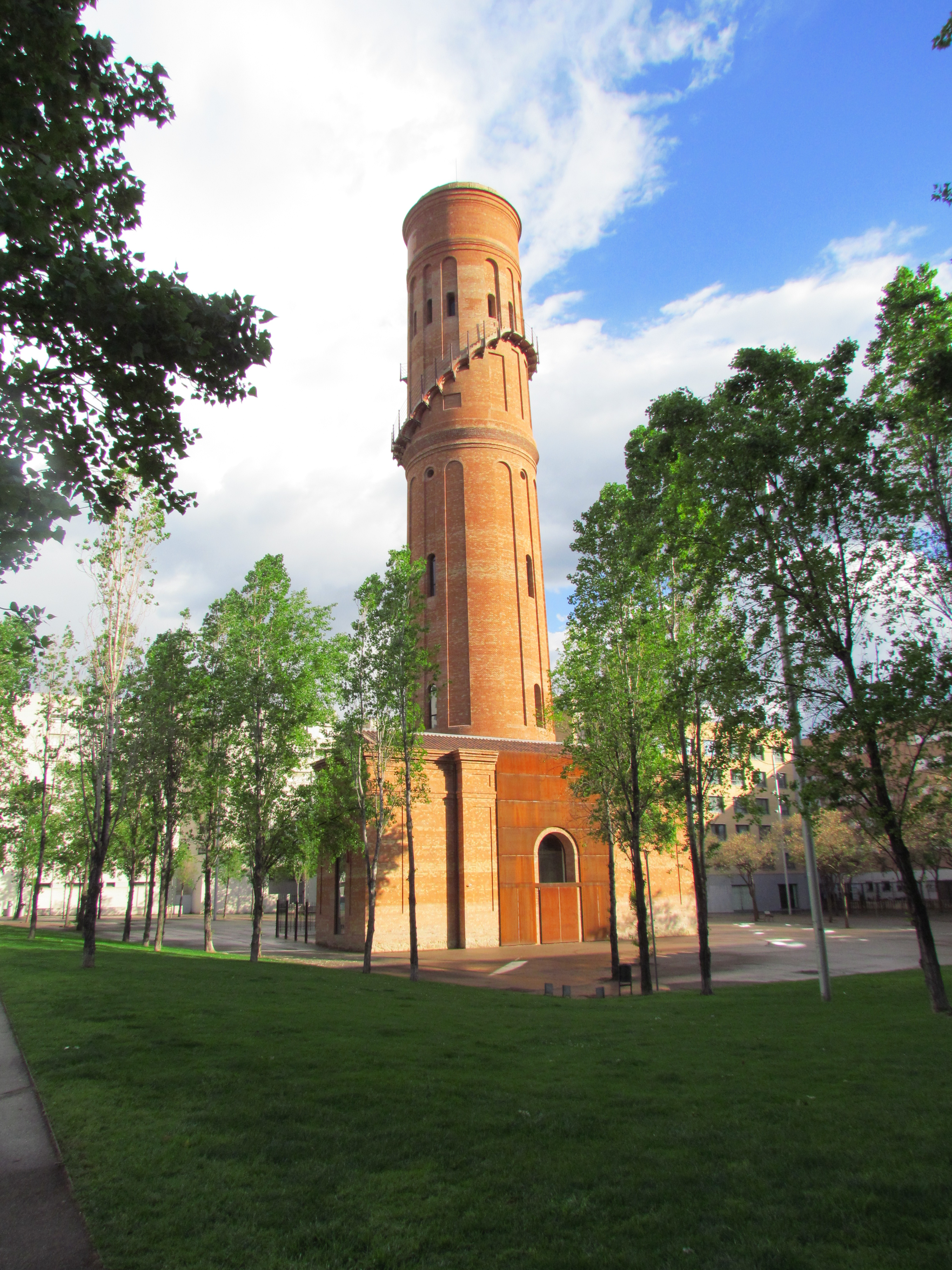
Watertoren van Besòs (Torre de les Aigües del Besòs)
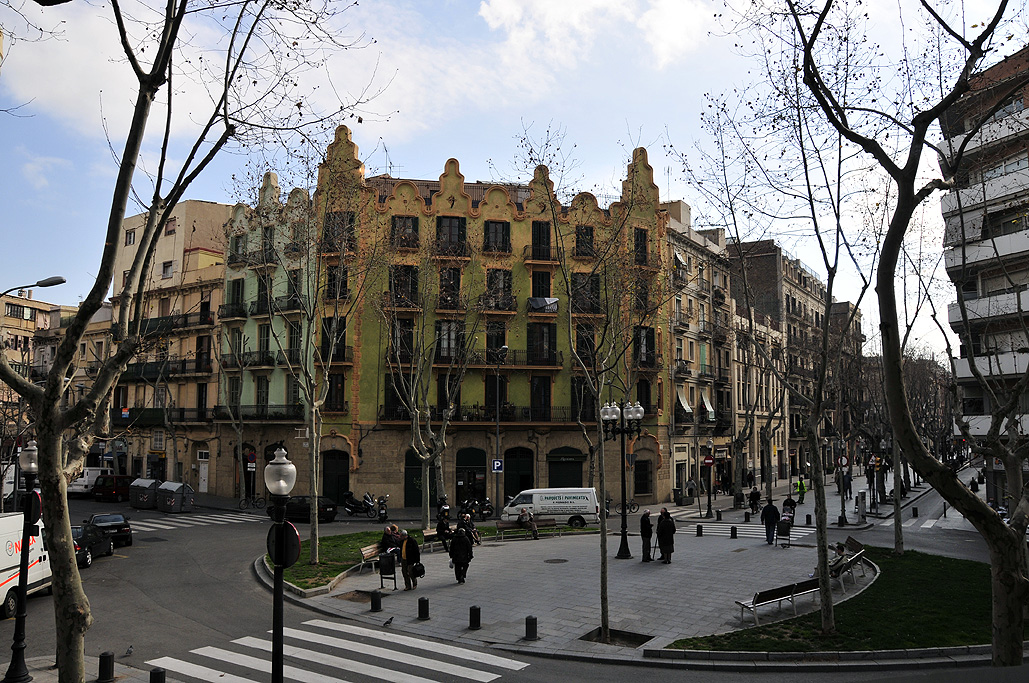
Modernistisch gebouw aan Rambla del Poblenou 102
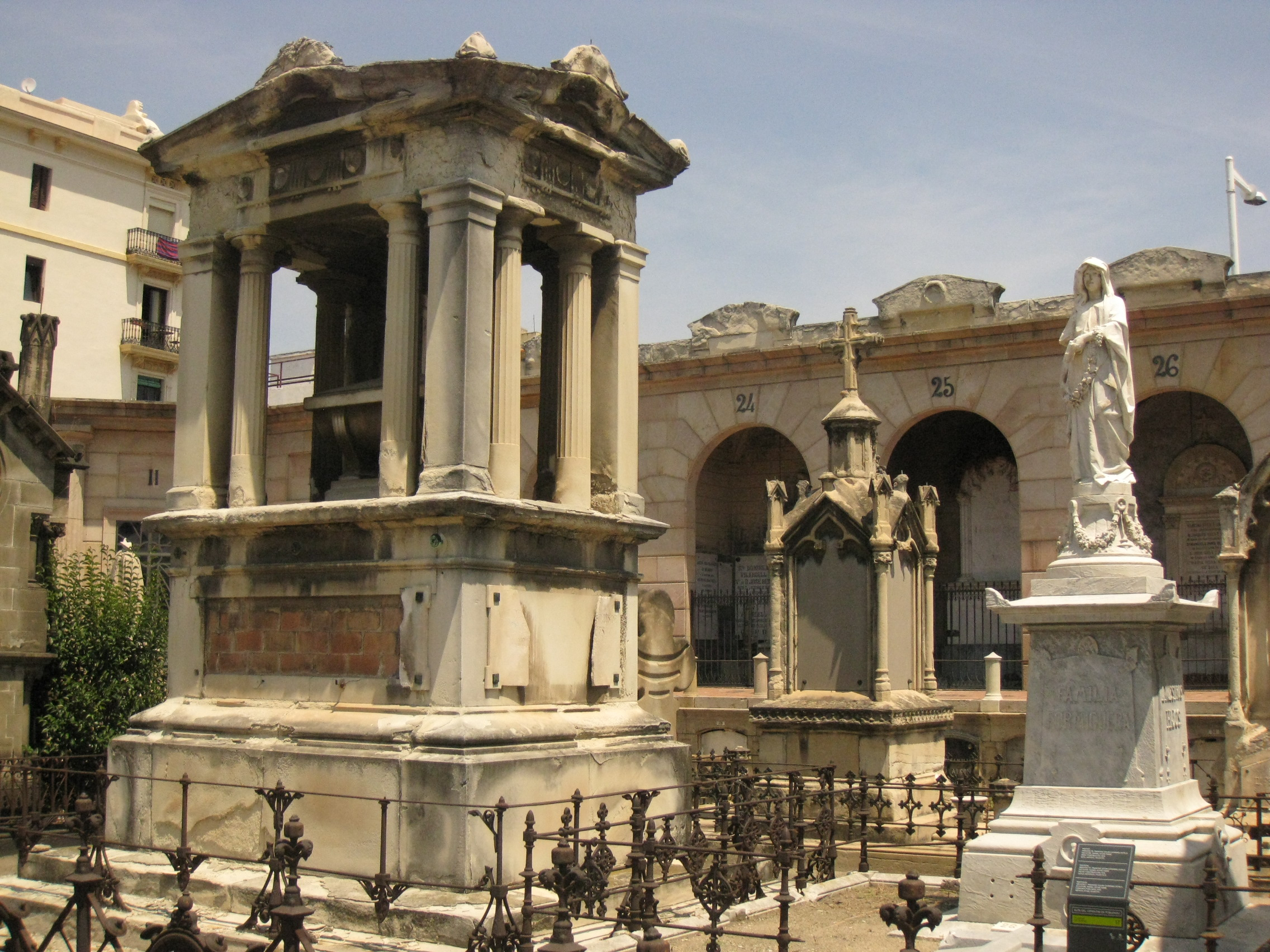
Begraafplaats van Poblenou (Cementiri de Poblenou)
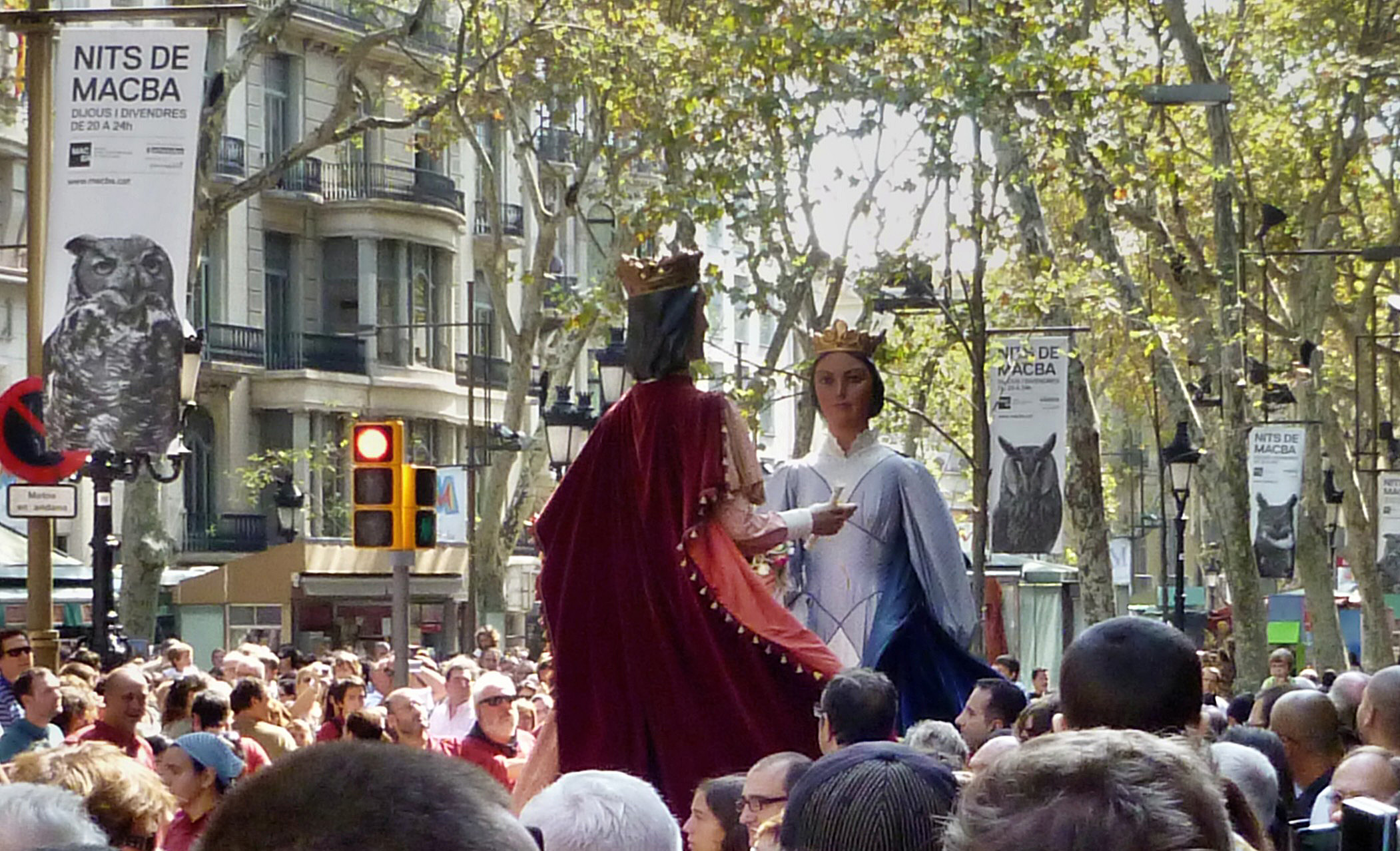
Gegants de Poblenou worden rondgedragen tijdens de stadsfeesten van La Mercè
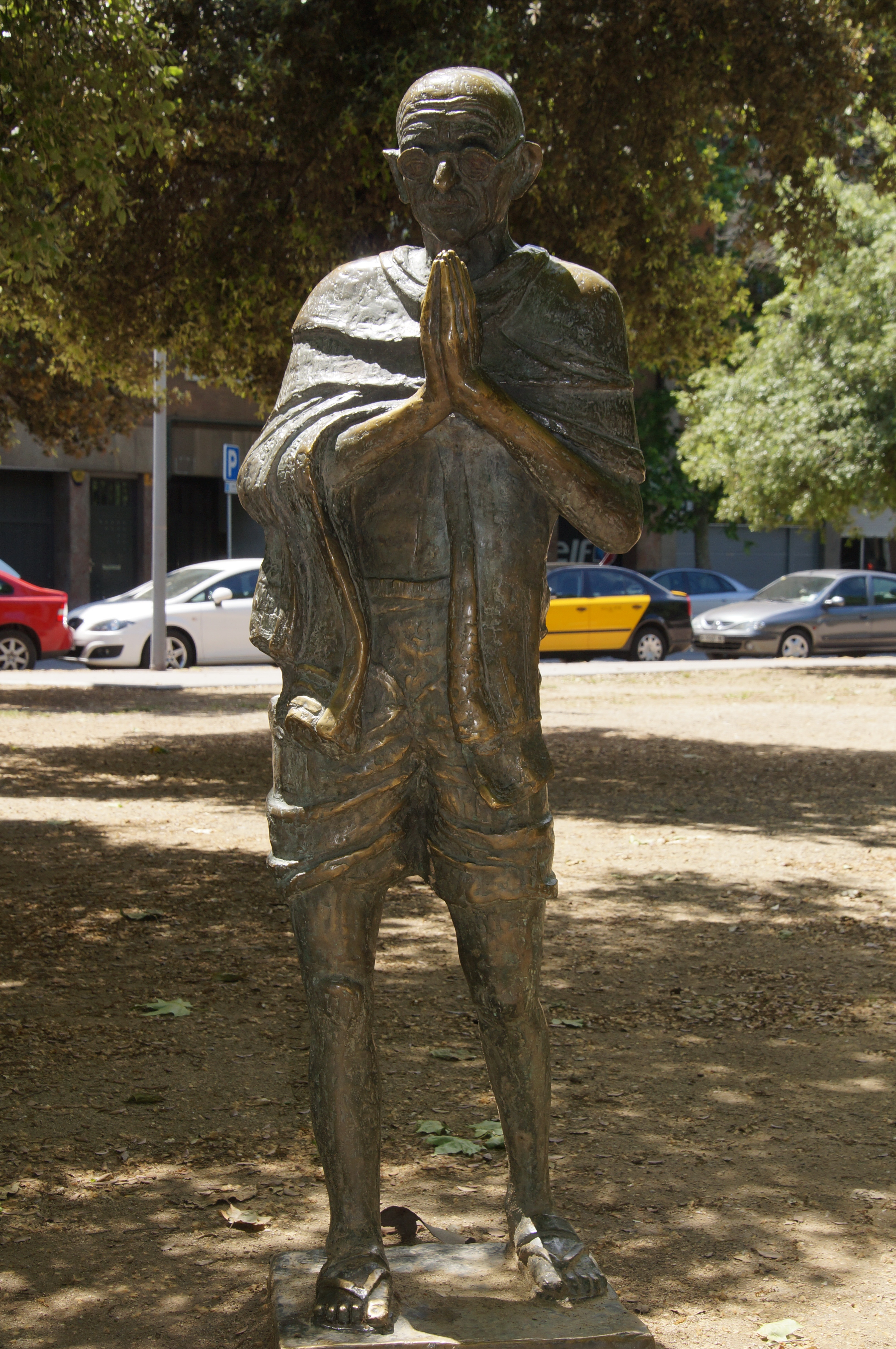
Beeld van Mahatma Gandhi, gebeeldhouwd door Adolfo Pérez Esquivel